# 舒拉米特·阿洛尼
舒拉米特·阿洛尼（希伯來語：שולמית אלוני；1928年11月29日—2014年1月24日）是一名以色列政治家，她建立了以色列拉茨党，并担任梅雷兹党领导人。1992年至1993年期间，担任以色列教育部长。在2000年，她获得了以色列奖。
2014年1月24日，她死于特拉维夫的家中，享年85岁。